# Marcos Fernández
Marcos Gabriel Fernández (Matilde, 20 aprile 1993) è un calciatore argentino, centrocampista dell'Atlético Rafaela.

## Caratteristiche tecniche
È un centrocampista centrale che può giocare largo a sinistra.

## Carriera

### Club
Cresciuto nelle giovanili del Colón (SF), fa il debutto in prima squadra il 27 novembre 2011, subentrando a Federico Higuaín al 76' del match pareggiato per 1-1 contro il Vélez Sarsfield.
Nel calciomercato estivo del 2015 viene ceduto a titolo definitivo al San Luis de Quillota.

### Nazionale
Nel 2013 ha partecipato al campionato sudamericano Under-20.